# René Hardy de Lévaré (1662-1722)
René Hardy de Lévaré (24 octobre 1662 - Laval, 6 octobre 1722 - Laval). Sieur de Lévaré, il est le fils de Pierre Hardy de Lévaré et de Jeanne Martin de la Motte. Membre de la famille Hardy.

## Biographie
Il est pourvu en 1689 de l'office de juge de Police de Laval.
Il rend en 1691 une ordonnance d'après laquelle les marchands tissiers de Laval doivent nommer deux d'entre eux pour visiter, marquer et contrôler les pièces de toile, avant qu'elles soient aunées et portées chez l'acheteur. Louvois envoie, la même année, un inspecteur de la manufacture des toiles dans la généralité de Tours. Il prend sa résidence à Laval et s'applique à faire observer les règlements anciens et nouveaux.
Le 3 juin 1707, il reçoit l'office de Juge civil, ce qui donne la fonction de maire. Il est président de la chambre des comptes de Laval et premier capitaine de la milice bourgeoise. Sa magistrature est célèbre à cause des grands travaux qu'il entreprend et des embellissements qu'il réalise. Hardy de Lévaré répare les rues de la ville et fait refaire à neuf le pavé aux entrées et aux sorties de Laval.
Il fait aussi débarrasser en grande partie le devant de la Porte Beucheresse et y fait établir un marché pour les bestiaux. Cette place porte encore le nom de Place Hardy-de-Lévaré. Par ses soins, la grande place est régularisée, la descente du Hoquet reçoit un pavage  l'entrée de la rue de Rivière est rendue plus facile.
Il pose la première pierre de la bibliothèque des Capucins de Laval en 1709, et celle de l'extension de l'église de l'hôpital Saint-Louis en 1718.
Inhumé en l'Église des Capucins de Laval, en conséquence de la concession qui lui fut accordée le 14 juillet 1714 par Michel-Ange de Raguse, général des Capucins.
René Pichot de la Graverie indique M. René Hardy de Lévaré qui exerçait depuis plusieurs années à l'avantage du public l'office de juge de police fut choisi par préférence en l'année 1706 pour remplir les fonctions de juge civil qu'il a exercées pendant seize ans. Il fut magistrat éclairé, habile, éloquent, rempli des principes et des maximes du droit civil et françois, de nos coutumes, de nos ordonnances et de la jurisprudence des arrêts.. Il possédait dans un souverain degré la science des usages et des règlemens du siège. Il fut soigneux infatigable, zélé et curieux à procurer la beauté et la commodité des édifices publics. Le recueil des principales sentences rendues de son temps, rédigées par lui avec soin et régularité, plusieurs règlements de police et de judicature, différents arrêts du Parlement qui ont confirmé ses sentences, le feront considérer avec juste raison comme un des plus grands magistrats qui ait occupé et honoré cette place. Il fut le premier maire perpétuel d'après l'édit du roi de 1692. M. Hardy de Lévaré pendant le cours de sa magistrature fit réparer les rues de la ville et refaire à neuf les pavés des arrivées et sorties qui étaient auparavant impraticables. Il fit faire la place de la porte Beucheresse, qu'on nomma place Hardy, où se tient le marché des bestiaux et cochons tous les jeudis de chaque semaine. Il fit embellir i et rendre plus régulière la grande place entre les grandes halles et le palais et fit faire et paver la rue ou descente du roquet et la porte de l'entrée de la rue de Rivière qui était autrefois très dangereuse pour le passage des charrettes et carrosses. On fit établir de son temps l'hôpital des incurables construit et joint à l'hôpital des pauvres malades de Saint-Julien. On fit construire plusieurs ports le long de la rivière et plusieurs lavanderies pour le blanchissage des toiles.